# چغارچوئیه
چغارچوئیه، روستایی از توابع بخش مرکزی شهرستان بافت در استان کرمان ایران است.
شغل اکثر مردم چغارچوییه کشاورزی و دامداری است و محصول کشاورزی غالب ان گردو میباشد فامیل اکثر مردم ان چغارچویی بوده که در سالهای اخیر تقریبا همه نسبت به تغییر فامیل اقدام نمودند 

## جمعیت
این روستا در دهستان بزنجان قرار دارد و بر اساس سرشماری مرکز آمار ایران در سال ۱۳۸۵، جمعیت آن ۵۷۶ نفر (۱۱۹خانوار) بوده‌است.